# Alpharetta
Alpharetta es una ciudad ubicada en el condado de Fulton en el estado estadounidense de Georgia. En el censo de 2000, su población era de 34 854.

## Demografía
En el 2000 la renta per cápita promedia del hogar era de $184,207, y el ingreso promedio para una familia era de $146,175. El ingreso per cápita para la localidad era de $61,432. Los hombres tenían un ingreso per cápita de $79,275 contra $59,935 para las mujeres.

## Geografía
Alpharetta se encuentra ubicado en las coordenadas 34°4′24″N 84°16′52″O / 34.07333, -84.28111 (34.073318, -84.281086).
Según la Oficina del Censo, la localidad tiene un área total de 55,4 km² (21,4 mi²), de la cual 55,3 km² (21,4 mi²) es tierra y 0,1 km² (0 mi²) (1.3%) es agua.